# تیم ملی والیبال زنان فنلاند
تیم ملی والیبال زنان فنلاند (انگلیسی: Finland women's national volleyball team) تیم ملی والیبال مختص زنان فنلاندی است که به عنوان نماینده فنلاند در رقابت‌های رسمی و دوستانه با حریفان به رقابت می‌پردازند.